# Wolter Josef Bürgers
Josef Aloys Wolter Apollinaris Bürgers (geboren am 15. März 1814 in Köln; gestorben am 26. Dezember 1892 ebenda) war ein preußischer Kreisdeputierter, Gutsbesitzer, Kommerzienrat und vertretungsweise Landrat im Kreis Mülheim am Rhein.

## Leben
Der Katholik Wolter Josef Bürgers war der Sohn des Kölner Tabakhändlers, Bankiers und Gutsbesitzers Johann Arnold Victor Bürgers und dessen Ehefrau Maria Agnes Bürgers, geborene Haan. Am 20. August 1840 heiratete er in Köln Ludovica Henrica Anna Theresia Johanna genannt Luise von Kleindorf (geboren am 14. Februar 1821 in Mantua; gestorben am 16. Juli 1902 in Köln), eine Tochter des Nicolaus Edler von Kleindorf, 1840 Major im K.K. Österreichischen Garnison-Korps zu Lemberg und der in Mainz vor 1840 gestorbenen Ludovica von Kleindorf, geborene Foveaux.
Geschäftlich folgte Wolter Josef Bürgers seinem Vater und leitete wie dieser eine Rohtabakhandlung nebst Tabakfabrik. In den 1870er Jahren ergänzte er seine kaufmännischen Aktivitäten um eine Goldleisten- und Leimfabrik sowie die Herstellung von Kölnisch Wasser. Der Handelskammer seiner Geburtsstadt gehörte er seit dem 19. März 1850 zunächst als stellvertretendes und schließlich ab dem 9. April 1856 auch als ordentliches Mitglied an. Als Gustav von Mevissen im Jahr 1860 als Präsident der Handelskammer nach nur vier Jahren zurücktrat, wählten die Kammermitglieder Bürgers zu dessen Nachfolger, doch lehnte er die Annahme der auf ihn gefallenen Wahl ab. Nachfolger wurde stattdessen Wilhelm Arnold Nierstas. Bei der nachfolgenden Wahl 1865 erhielt Bürgers mit 12 Stimmen zu deren 9 für Nierstras erneut eine Mehrheit, lehnte aber wiederum ab. Während des zweiten Wahlgangs erhielt Bürgers dann 24 der 25 abgegebenen Stimmen und erklärte sich nun bereit zur Annahme der Wahl. In den Folgejahren fielen die Ergebnisse zu Gunsten Bürgers meist ebenso deutlich aus. Im Rahmen der Sitzung vom 23. März 1869 dankte ihm das Kammermitglied Franz Heuser „für die unparteiische und gewissenhafte Führung des Präsidiums“. Ein Lob dieser Art war zuvor nicht protokollarisch festgehalten worden. Bürgers erfreute sich augenscheinlich großer Beliebtheit bei seinen Kollegen. Bis 1875 blieb er Präsident, 1878 schied er als Mitglied aus der Handelskammer.
Als Kreisdeputierter und Gutsbesitzer auf Haus Herl versah Bürgers, nach der Ernennung von Maximilian von Nesselrode-Ehreshoven zum Oberhofmeister der Königin von Preußen am 22. Januar 1866, in den Zeiträumen vom 1. März bis zum 28. Mai 1866 bzw. von März 1867 bis April 1868 im Wege der interimistischen Verwaltung die Geschäfte des Mülheimer Landrates. 1868 präsentierte der Mülheimer Kreistag Bürgers an erster Stelle als Kandidaten für die Übernahme der Landratsstelle. Doch teilte dieser nach reiflicher Überlegung mit, dass seine umfänglichen geschäftlichen Betätigungen es nicht ermöglichen, „mich dem schönen Wirkungskreise ... widmen zu können“.
Auf kommunaler Ebene war Bürgers als Gutsbesitzer auf Haus Herl von 1856 bis zu seinem Tod 1892 geborener Gemeindeverordneter der Gemeinde bzw. Bürgermeisterei Merheim. Seine Grabstätte befindet sich auf dem Kölner Melaten-Friedhof.
Der zeitweilige Kölner Polizeipräsident (1868–1875) Friedrich Leopold Devens war ein Schwiegersohn von Bürgers, Ignatz Bürgers einer seiner Geschwister, sowie Felix Bürgers und Robert Bürgers Enkel über ihren Vater Victor Ignatz Bürgers.